# エピオルニス科
エピオルニス科（Aepyornithidae）は古顎類に属する巨大な飛べない鳥類の科。エピオルニス科のみでエピオルニス目（Aepyornithiformes）をなす。マダガスカルに生息したが、紀元後1,000-1,200年頃に全て絶滅した。英名はElephant bird。
Mullerornis属、Vorombe属、エピオルニス属(Aepyornis)から構成されていた。地理的にはダチョウに近接していたが、現生の鳥ではキーウィ (ニュージーランドに生息) に最も近縁である。このことから、平胸類はゴンドワナ大陸の分裂によって分化したのではなく、より最近、飛行して分散した祖先から進化したことを示唆している。2018年9月、Vorombe titanが体重730kg、体高3mに達し、世界最大の (最も重い) 鳥であり、はるかに古い化石鳥類であるDromornis stirtoni（ドロモルニス科）よりもわずかに大きいことが判明した。

## 史上最大の鳥類

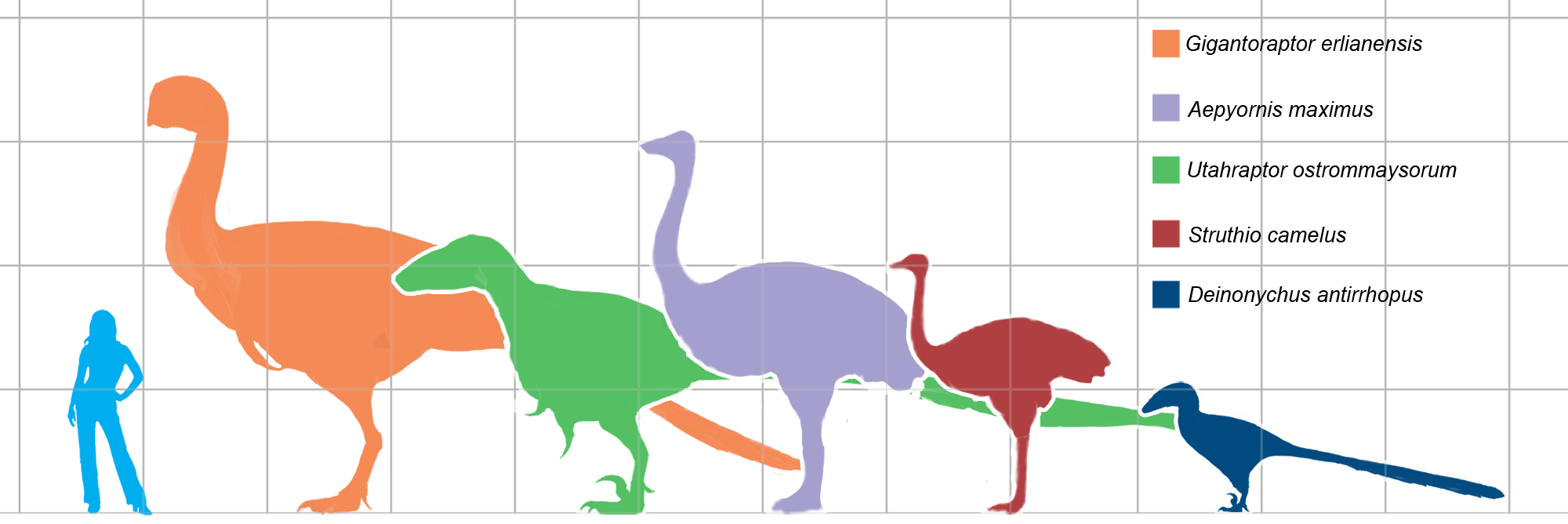
Aepyornis maximus (中央、紫色)とヒト、ダチョウ（右から2番目、茶色）、非鳥類型恐竜数種のサイズの比較。グリットは1.0m。

エピオルニス属は体高3mに達し、体重は350-500kgにもなったと考えられている。
2018年9月、大腿骨の断片から、Vorombe titanが730kg（最大860kgの可能性あり）であり、史上最大の鳥であると報告された。
これに匹敵するサイズを持つ唯一の鳥は、はるかに古い時代にオーストラリアに生息した化石鳥類であるDromornis stirtoni（ドロモルニス科）である。この報告の中ではA. maximus と D. stirtoni の体重の上限がそれぞれ540kgと730kgに更新された。

## 種

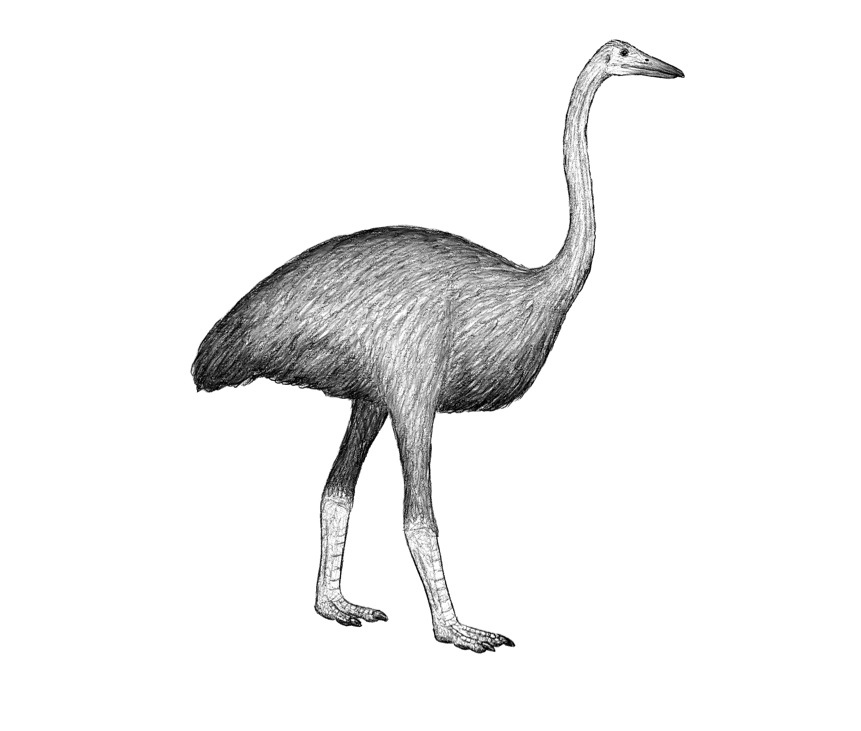

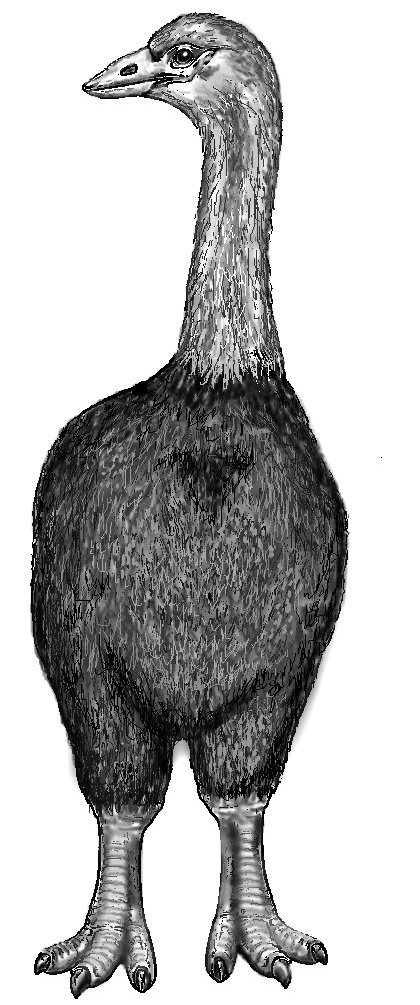
復元画

エピオルニス属（Aepyornis）には10-11種が記載されているが、多くは有効性について議論中であり、すべて同一種A. maximusと考える研究者もいる。Mullerornis属には3種が記載されている。しかし、Hansford & Turvey 2018では、エピオルニス科は計4種で、エピオルニス属（Aepyornis）が2種、Mullerornis属が1種、Vorombe 属が2種であるとしている。
- エピオルニス目 Aepyornithiformes Newton 1884 [Aepyornithes Newton 1884][10]
  - エピオルニス科 Aepyornithidae (Bonaparte 1853) [Aepyornithinae Bonaparte 1853]
    - エピオルニス属 Aepyornis Geoffroy Saint-Hilaire 1850[11]
      - Aepyornis hildebrandti Burckhardt 1893 (Hildebrandt's elephant-bird)
      - Aepyornis maximus Geoffroy Saint-Hilaire 1851[1] (Giant elephant-bird)

    - Mullerornis属 Milne-Edwards & Grandidier 1894
      - Mullerornis modestus (Milne-Edwards & Grandidier 1869) Hansford & Turvey 2018[1] (Betsile/robust elephant-bird)

    - Vorombe属 Hansford & Turvey 2018[6]
      - Vorombe titan (Andrews 1894) Hansford & Turvey 2018[6]

マダガスカル外の平胸類の中にはエピオルニス類に近縁と考えられている分類群（たとえば、Eremopezus（始新世の北アフリカ）やカナリア諸島の未記載分類群、新第三紀のユーラシアの分類群）もあり、エピオルニス目には更に多くの種が含まれる可能性がある。